# Barbara Doll
Pour les articles homonymes, voir Doll.
Barbara Doll (née le 7 mai 1972[réf. souhaitée] et décédée le 2 décembre 2023[réf. à confirmer]) était une actrice pornographique française.

## Biographie
Né à Rouen[réf. souhaitée], elle entre dans l'industrie du film pour adulte en 1993. Elle gagne en 1995 le Hot d'Or dans la catégorie Meilleure révélation européenne.
Le 3 décembre 2023, Pierre Woodman annonce son décès à l'âge de 51 ans des suites d'un cancer.